# (35898) 1999 JC86
1999 JC86 (asteroide 35898) é um asteroide da cintura principal. Possui uma excentricidade de 0.05263390 e uma inclinação de 6.49520º.
Este asteroide foi descoberto no dia 12 de maio de 1999 por LINEAR em Socorro.